# Bareilles
Pour l’article homonyme, voir Sara Bareilles.
Bareilles est une commune française située dans le sud-est du département des Hautes-Pyrénées, en région Occitanie. Sur le plan historique et culturel, la commune est dans le Pays d'Aure, constitué de la vallée de la Neste (en aval de Sarrancolin), de la vallée d'Aure (en amont de Sarrancolin) et de la vallée du Louron.
Exposée à un climat de montagne, elle est drainée par le ruisseau de Lastie et par divers autres petits cours d'eau. La commune possède un patrimoine naturel remarquable composé de six zones naturelles d'intérêt écologique, faunistique et floristique.
Bareilles est une commune rurale qui compte 39 habitants en 2022, après avoir connu un pic de population de 545 habitants en 1846. Ses habitants sont appelés les Bareillois ou  Bareilloises.

## Géographie

### Localisation
La commune de Bareilles se trouve dans le département des Hautes-Pyrénées, en région Occitanie.
Elle se situe à 47 km à vol d'oiseau de Tarbes, préfecture du département, à 29 km de Bagnères-de-Bigorre, sous-préfecture, et à 24 km de Capvern, bureau centralisateur du canton de Neste, Aure et Louron dont dépend la commune depuis 2015 pour les élections départementales.
La commune fait en outre partie du bassin de vie d'Arreau.
Les communes les plus proches sont : 
Ris (2,4 km), Cazaux-Debat (3,3 km), Ardengost (3,5 km), Jézeau (3,5 km), Bordères-Louron (3,6 km), Pailhac (4,7 km), Lançon (4,8 km), Arreau (5,4 km).
Sur le plan historique et culturel, Bareilles fait partie du pays de la vallée d'Aure ou pays d'Aure, constitué de la vallée de la Neste (en aval de Sarrancolin), de la vallée d'Aure (en amont de Sarrancolin) et de la vallée du Louron (confluente à Arreau).
|              | Jézeau          |                               |
| Cazaux-Debat | Bareilles       | Ferrère                       |
| Ris          | Bordères-Louron | Bourg-d'Oueil (Haute-Garonne) |

### Paysages et relief

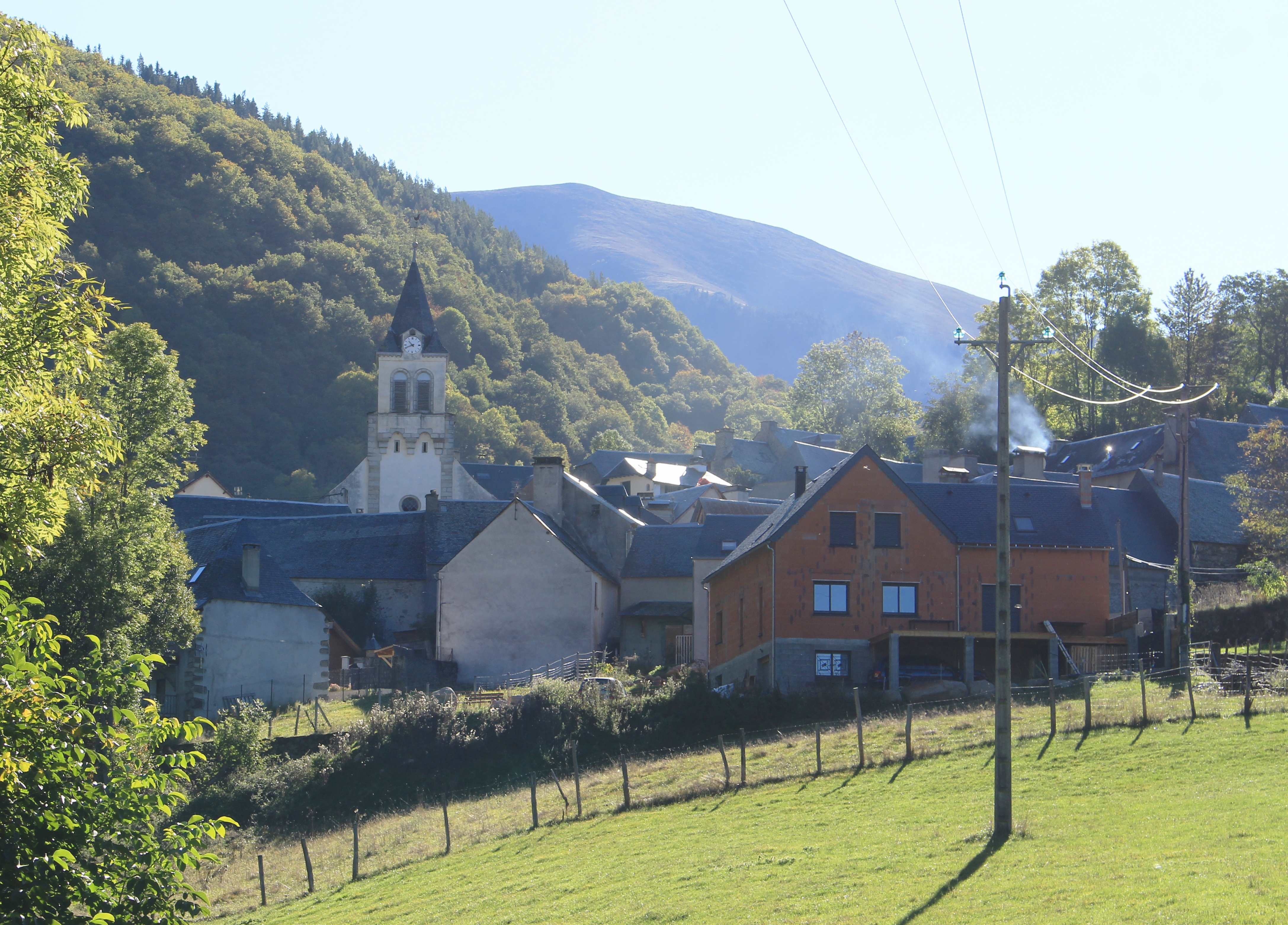
Vue de Bareilles.
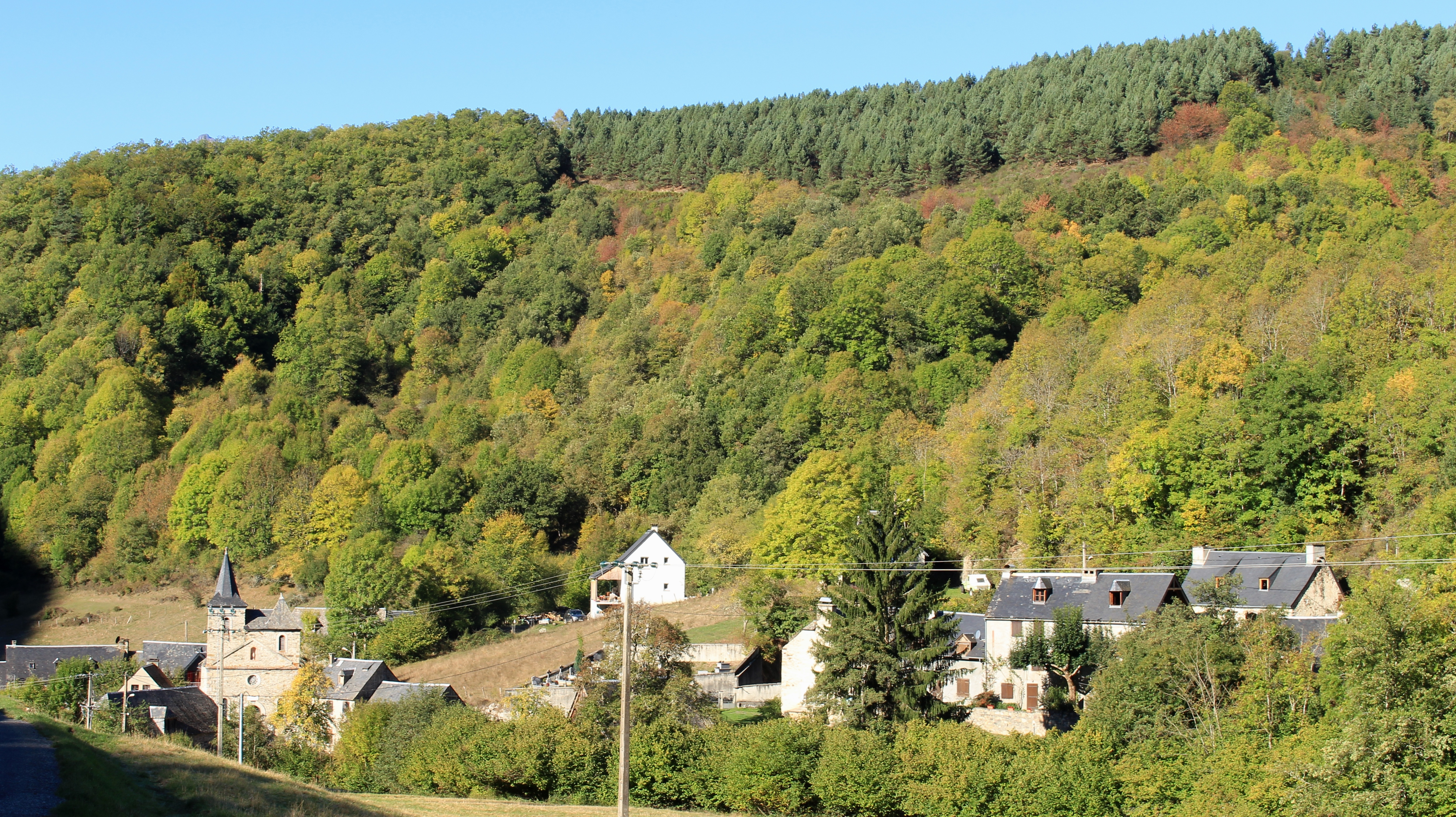
Vue de Is
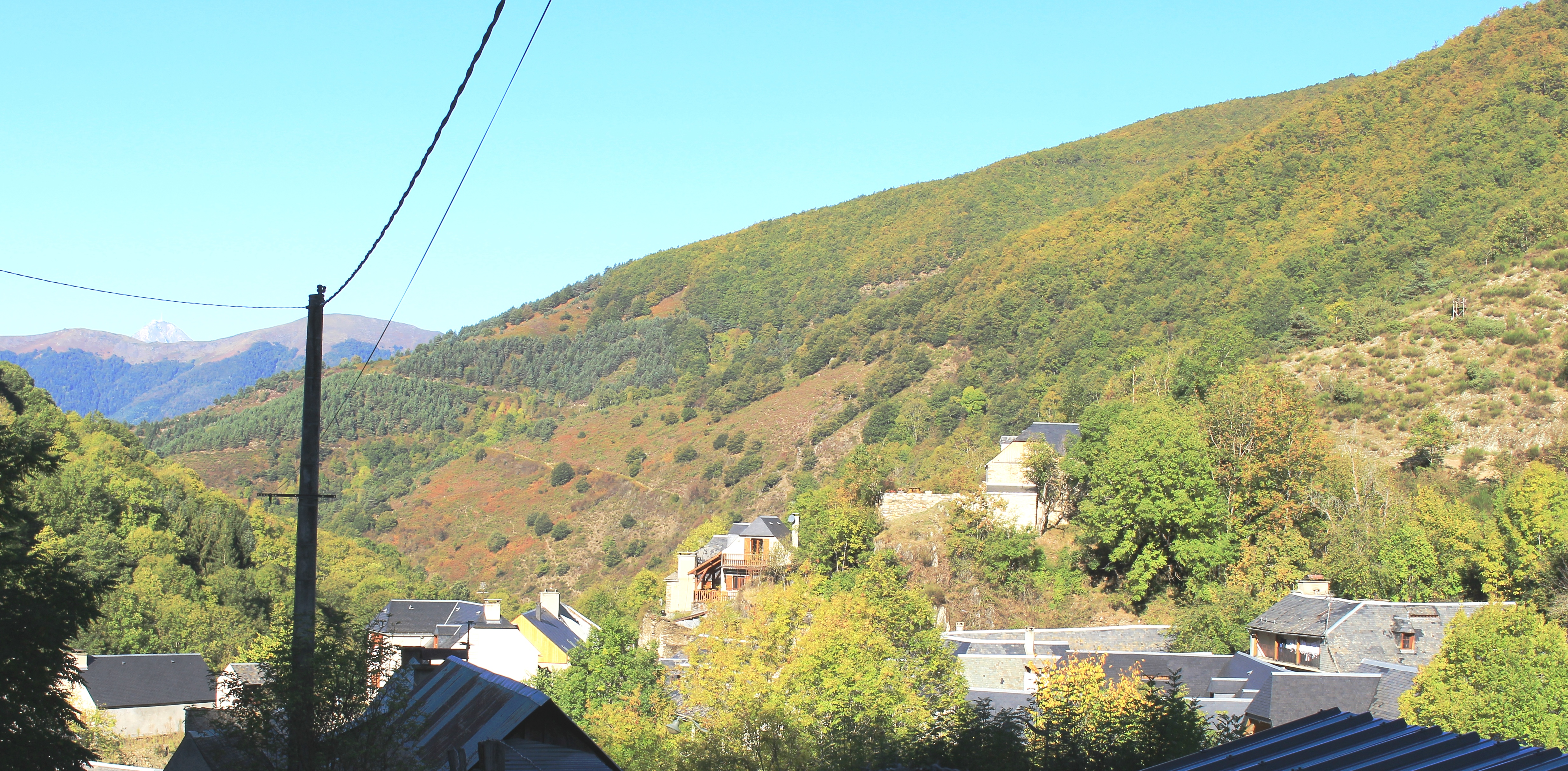
Vue de Pouy

### Hydrographie

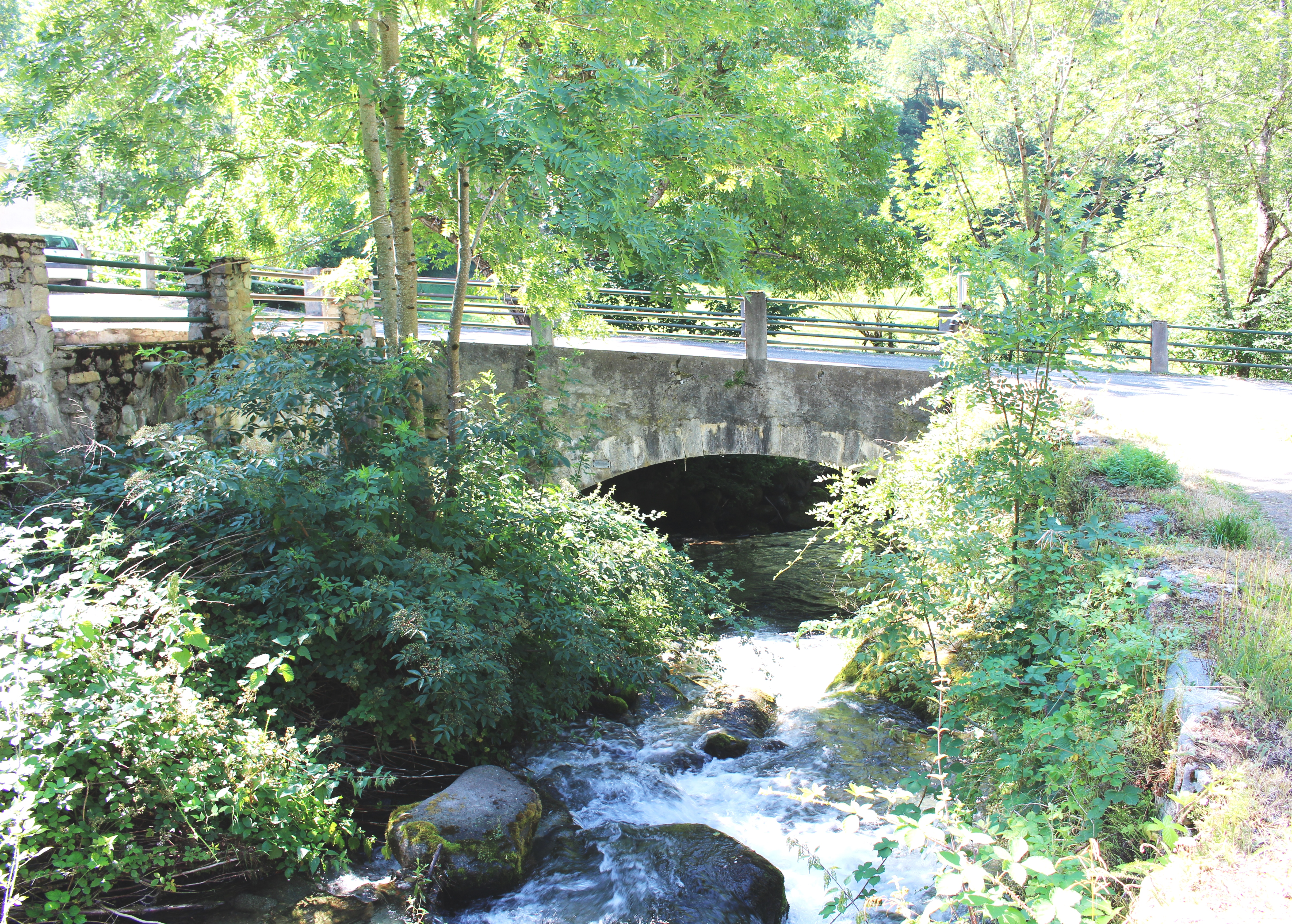
Le ruisseau de Lastie à Pouy.

Elle est drainée par le Ruisseau de Lastie, L'Arrieu-Tort, le ruisseau de Hité, le ruisseau de l'Artigue, le ruisseau de Tinque et par divers petits cours d'eau, constituant un réseau hydrographique de 22 km de longueur totale,.
Le Ruisseau de Lastie, d'une longueur totale de 12 km, prend sa source dans la commune de Bareilles et s'écoule du sud vers le nord. Il traverse la commune et se jette dans La Neste du Louron à Arreau, après avoir traversé 3 communes.

### Climat
Le climat qui caractérise la commune est qualifié, en 2010, de « climat de montagne », selon la typologie des climats de la France qui compte alors huit grands types de climats en métropole. En 2020, la commune ressort du même type de climat dans la classification établie par Météo-France, qui ne compte désormais, en première approche, que cinq grands types de climats en métropole. Pour ce type de climat, la température décroît rapidement en fonction de l'altitude. On observe une nébulosité minimale en hiver et maximale en été. Les vents et les précipitations varient notablement selon le lieu.
Les paramètres climatiques qui ont permis d’établir la typologie de 2010 comportent six variables pour les températures et huit pour les précipitations, dont les valeurs correspondent à la normale 1971-2000. Les sept principales variables caractérisant la commune sont présentées dans l'encadré ci-après.
| Paramètres climatiques communaux sur la période 1971-2000 - Moyenne annuelle de température : 8,7 °C - Nombre de jours avec une température inférieure à −5 °C : 6,9 j - Nombre de jours avec une température supérieure à 30 °C : 1,9 j - Amplitude thermique annuelle : 14,3 °C - Cumuls annuels de précipitation : 1 167 mm - Nombre de jours de précipitation en janvier : 10,3 j - Nombre de jours de précipitation en juillet : 8,9 j |

Avec le changement climatique, ces variables ont évolué. Une étude réalisée en 2014 par la Direction générale de l'Énergie et du Climat complétée par des études régionales prévoit en effet que la  température moyenne devrait croître et la pluviométrie moyenne baisser, avec toutefois de fortes variations régionales. Ces changements peuvent être constatés sur la station météorologique de Météo-France la plus proche, « Arreau Borderes », sur la commune d'Arreau, mise en service en 1943 et qui se trouve à 5 km à vol d'oiseau,, où la température moyenne annuelle est de 9,6 °C et la hauteur de précipitations de 894,8 mm pour la période 1981-2010.
Sur la station météorologique historique la plus proche, « Tarbes-Lourdes-Pyrénées », sur la commune d'Ossun, mise en service en 1946 et à 49 km, la température moyenne annuelle évolue de 12,2 °C pour la période 1971-2000, à 12,6 °C pour 1981-2010, puis à 12,9 °C pour 1991-2020.

## Urbanisme

### Typologie
Au 1er janvier 2024, Bareilles est catégorisée commune rurale à habitat très dispersé, selon la nouvelle grille communale de densité à sept niveaux définie par l'Insee en 2022.
Elle est située hors unité urbaine et hors attraction des villes,.

### Occupation des sols
L'occupation des sols de la commune, telle qu'elle ressort de la base de données européenne d’occupation biophysique des sols Corine Land Cover (CLC), est marquée par l'importance des forêts et milieux semi-naturels (92,4 % en 2018), une proportion identique à celle de 1990 (92,4 %). La répartition détaillée en 2018 est la suivante : 
forêts (70,5 %), milieux à végétation arbustive et/ou herbacée (21,9 %), prairies (7,6 %).
L'IGN met par ailleurs à disposition un outil en ligne permettant de comparer l’évolution dans le temps de l’occupation des sols de la commune (ou de territoires à des échelles différentes). Plusieurs époques sont accessibles sous forme de cartes ou photos aériennes : la carte de Cassini (XVIIIe siècle), la carte d'état-major (1820-1866) et la période actuelle (1950 à aujourd'hui).

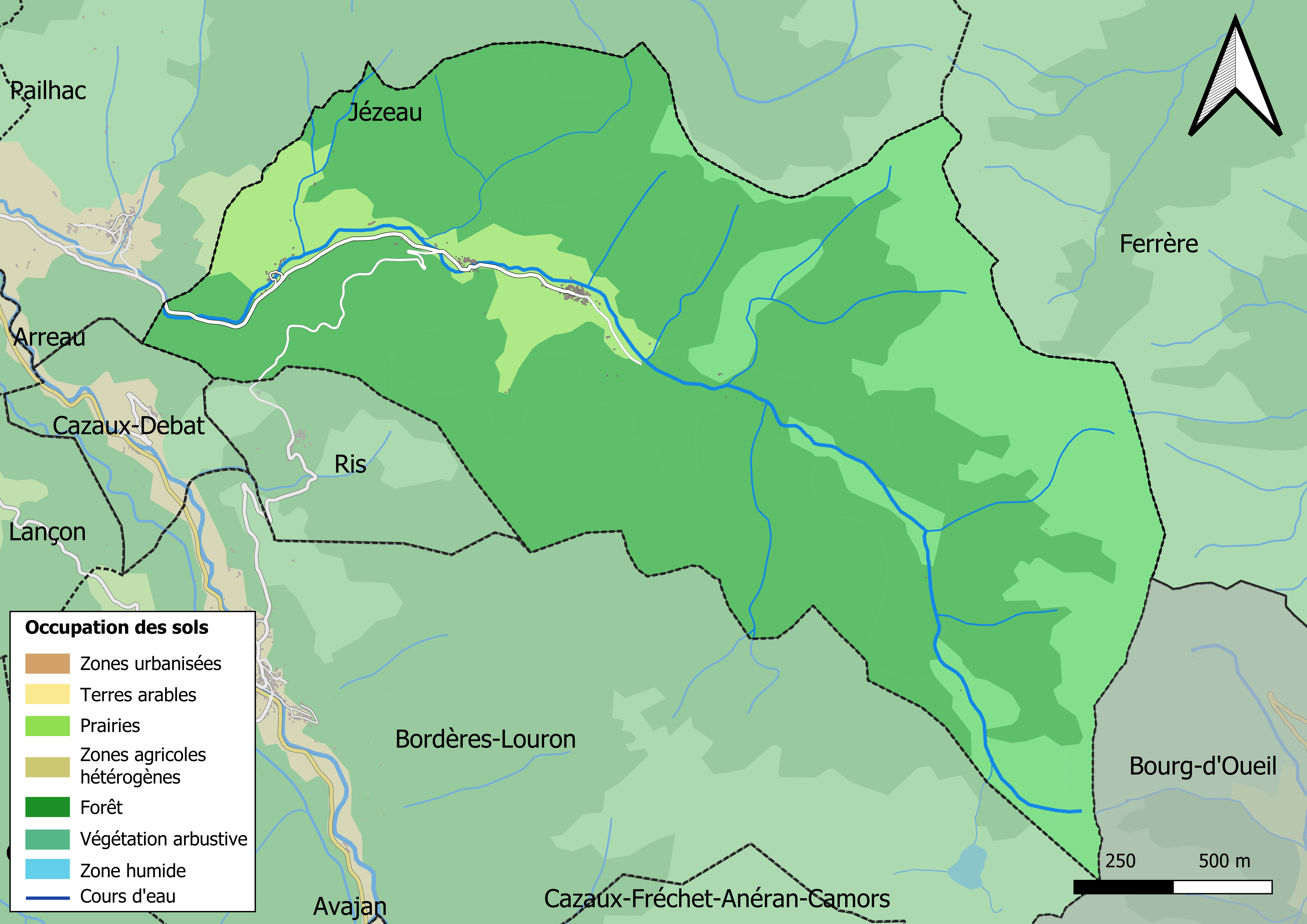
Carte des infrastructures et de l'occupation des sols en 2018 (CLC) de la commune.
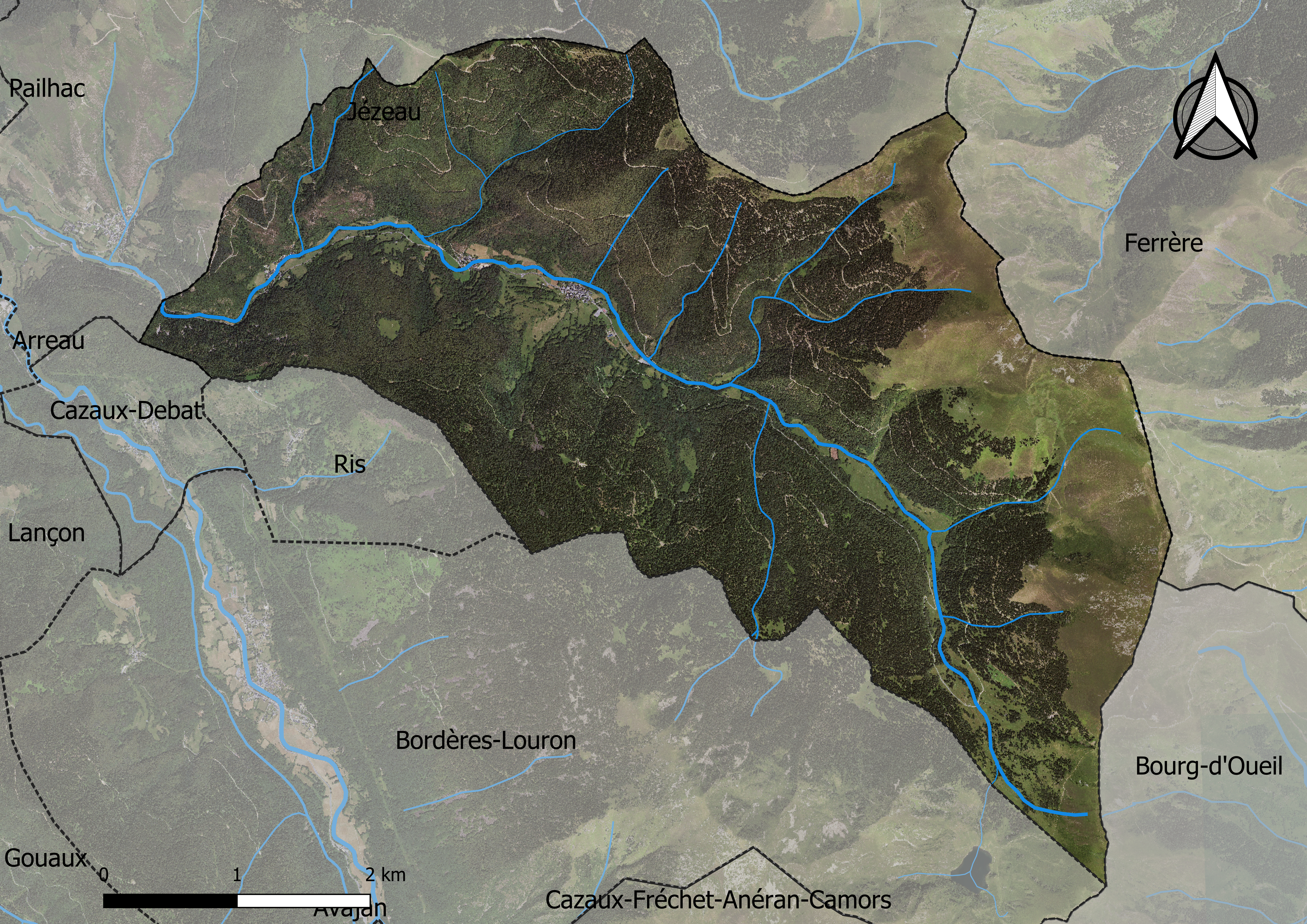
Carte orthophotogrammétrique de la commune.

### Logement
En 2012, le nombre total de logements dans la commune est de 117.

Parmi ces logements, 26.5  % sont des résidences principales, 72.6 % des résidences secondaires et 0.9 % des logements vacants.

### Voies de communication et transports
Cette commune et ses hameaux sont desservis par les routes départementales D 112 et D 114.

### Risques majeurs
Le territoire de la commune de Bareilles est vulnérable à différents aléas naturels : météorologiques (tempête, orage, neige, grand froid, canicule ou sécheresse), inondations, feux de forêts, mouvements de terrains, avalanche  et séisme (sismicité moyenne). Il est également exposé à un risque particulier : le risque de radon. Un site publié par le BRGM permet d'évaluer simplement et rapidement les risques d'un bien localisé soit par son adresse soit par le numéro de sa parcelle.

#### Risques naturels
Certaines parties du territoire communal sont susceptibles d’être affectées par le risque d’inondation par débordement de cours d'eau, notamment le ruisseau de Lastie. La cartographie des zones inondables en ex-Midi-Pyrénées réalisée dans le cadre du XIe Contrat de plan État-région, visant à informer les citoyens et les décideurs sur le risque d’inondation, est accessible sur le site de la DREAL Occitanie. La commune a été reconnue en état de catastrophe naturelle au titre des dommages causés par les inondations et coulées de boue survenues en 1982, 1999 et 2009,.
Bareilles est exposée au risque de feu de forêt. Un plan départemental de protection des forêts contre les incendies a été approuvé par arrêté préfectoral le 21 avril 2020 pour la période 2020-2029. Le précédent couvrait la période 2007-2017. L’emploi du feu est régi par deux types de réglementations. D’abord le code forestier et l’arrêté préfectoral du 27 octobre 2014, qui réglementent l’emploi du feu à moins de 200 m des espaces naturels combustibles sur l’ensemble du département. Ensuite celle établie dans le cadre de la lutte contre la pollution de l’air, qui interdit le brûlage des déchets verts des particuliers. L’écobuage est quant à lui réglementé dans le cadre de commissions locales d’écobuage (CLE)

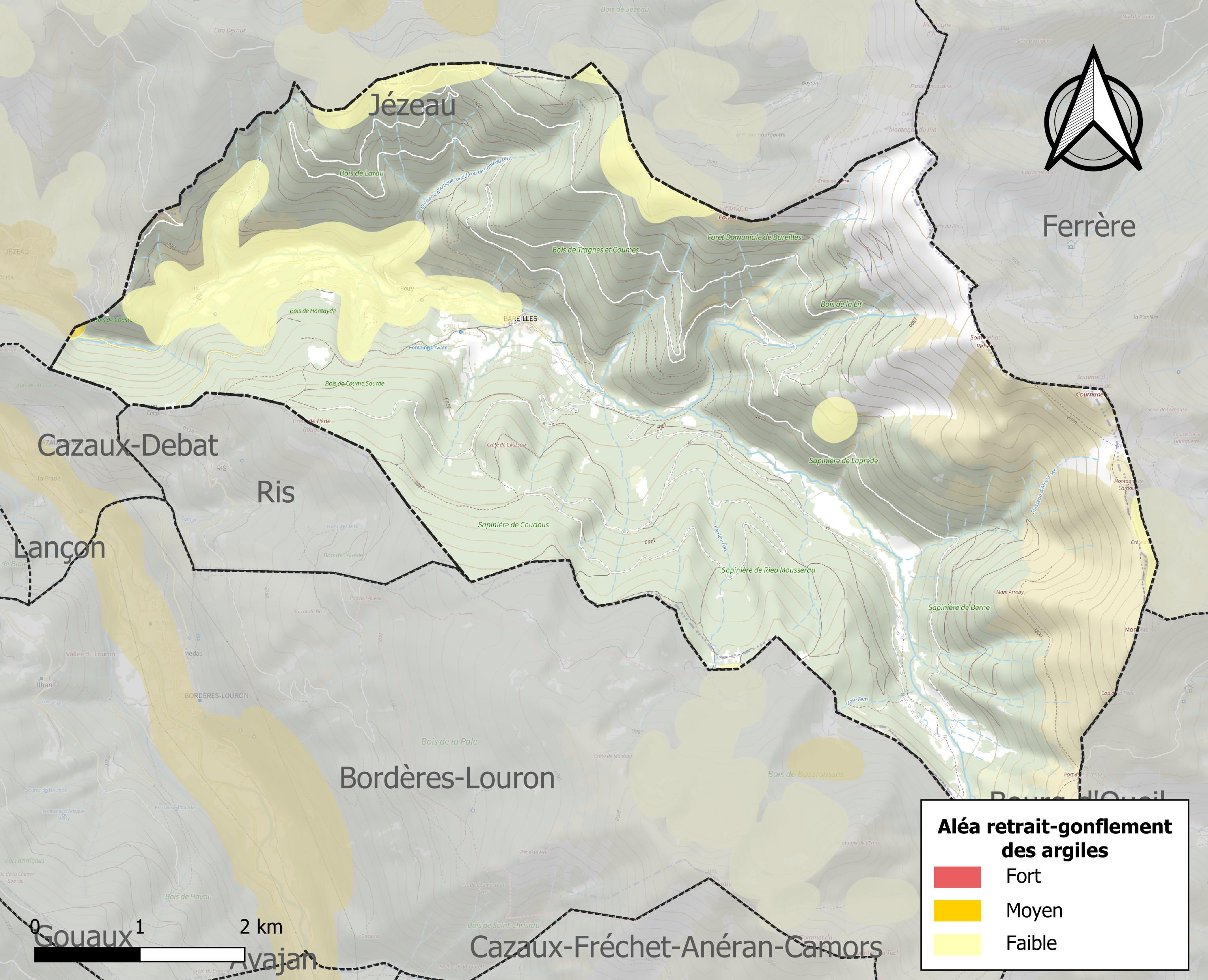
Carte des zones d'aléa retrait-gonflement des sols argileux de Bareilles.

Les mouvements de terrains susceptibles de se produire sur la commune sont des mouvements de sols liés à la présence d'argile et des tassements différentiels.
Le retrait-gonflement des sols argileux est susceptible d'engendrer des dommages importants aux bâtiments en cas d’alternance de périodes de sécheresse et de pluie. La totalité de la commune est en aléa faible (44,5 % au niveau départemental et 48,5 % au niveau national). Sur les 98 bâtiments dénombrés sur la commune en 2019, aucun n'est en aléa moyen ou fort, à comparer aux 75 % au niveau départemental et 54 % au niveau national. Une cartographie de l'exposition du territoire national au retrait gonflement des sols argileux est disponible sur le site du BRGM,.
Par ailleurs, afin de mieux appréhender le risque d’affaissement de terrain, l'inventaire national des cavités souterraines permet de localiser celles situées sur la commune.
Concernant les mouvements de terrains, la commune a été reconnue en état de catastrophe naturelle au titre des dommages causés par des mouvements de terrain en 1999.
La commune est exposée aux risques d'avalanche. Les habitants exposés à ce risque doivent se renseigner, en mairie, de l’existence d’un plan de prévention des risques avalanches (PPRA). Le cas échéant, identifier les mesures applicables à l'habitation, identifier, au sein de l'habitation, la pièce avec la façade la moins exposée à l’aléa pouvant faire office, au besoin, de zone de confinement et équiper cette pièce avec un kit de situation d’urgence,.

#### Risque particulier
Dans plusieurs parties du territoire national, le radon, accumulé dans certains logements ou autres locaux, peut constituer une source significative d’exposition de la population aux rayonnements ionisants. Certaines communes du département sont concernées par le risque radon à un niveau plus ou moins élevé. Selon la classification de 2018, la commune de Bareilles est classée en zone 3, à savoir zone à potentiel radon significatif.

## Toponymie

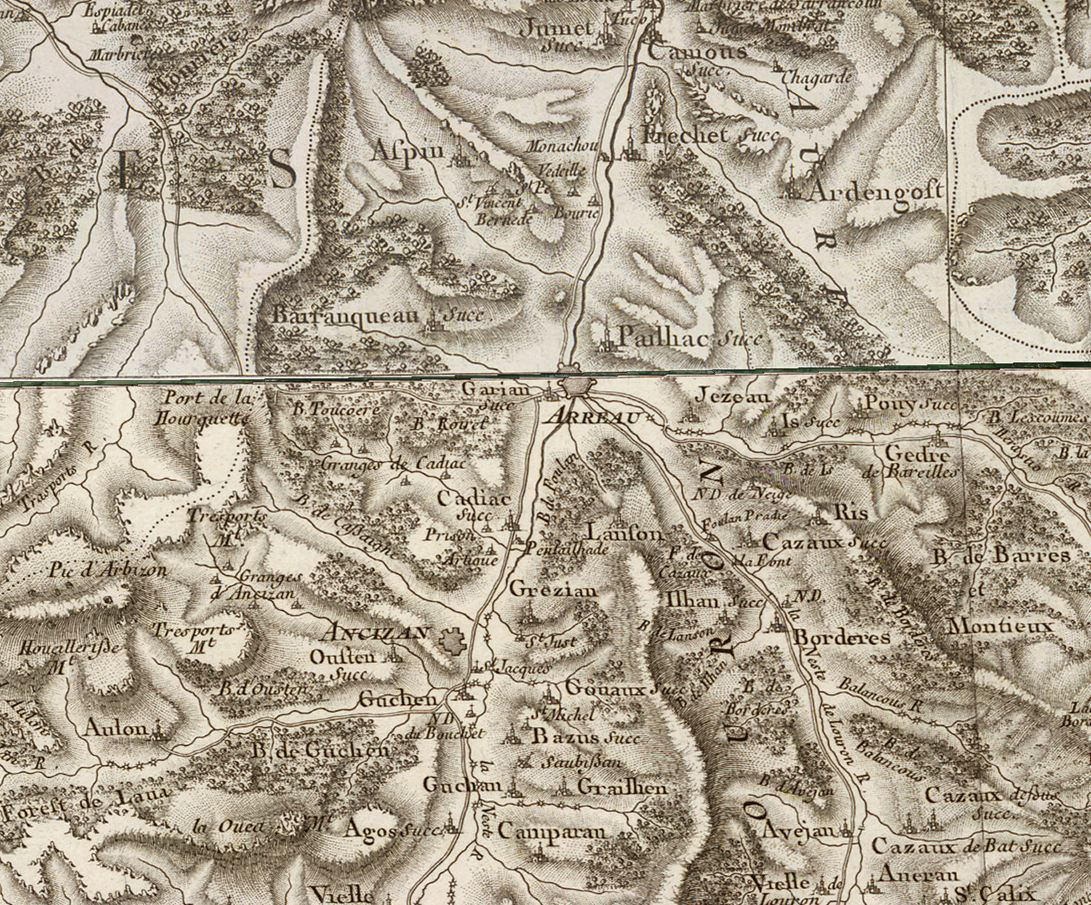
Extrait de la carte de Cassini (entre 1756 et 1789) situant Bareilles et ses hameaux au sud est d'Arreau

On trouvera les principales informations dans le Dictionnaire toponymique des communes des Hautes-Pyrénées de Michel Grosclaude et Jean-François Le Nail qui rapporte les dénominations historiques du village :
Dénominations historiques :
- De Barelhis, latin (1387, pouillé du Comminges) ;
- Notre-Dame des Bareilhes, (1659, registres paroissiaux) ;
- Bareilhes en Louron, (1750, 1751, registres paroissiaux) ;
- Las Bareilhes, (1767, Larcher, cartulaire du Comminges).

Étymologie :  du latin vallicula (= petite vallée).
Nom occitan : Era Varelha.

## Histoire

### Cadastre napoléonien de Bareilles
Le plan cadastral napoléonien de Bareilles est consultable sur le site des archives départementales des Hautes-Pyrénées.

## Politique et administration

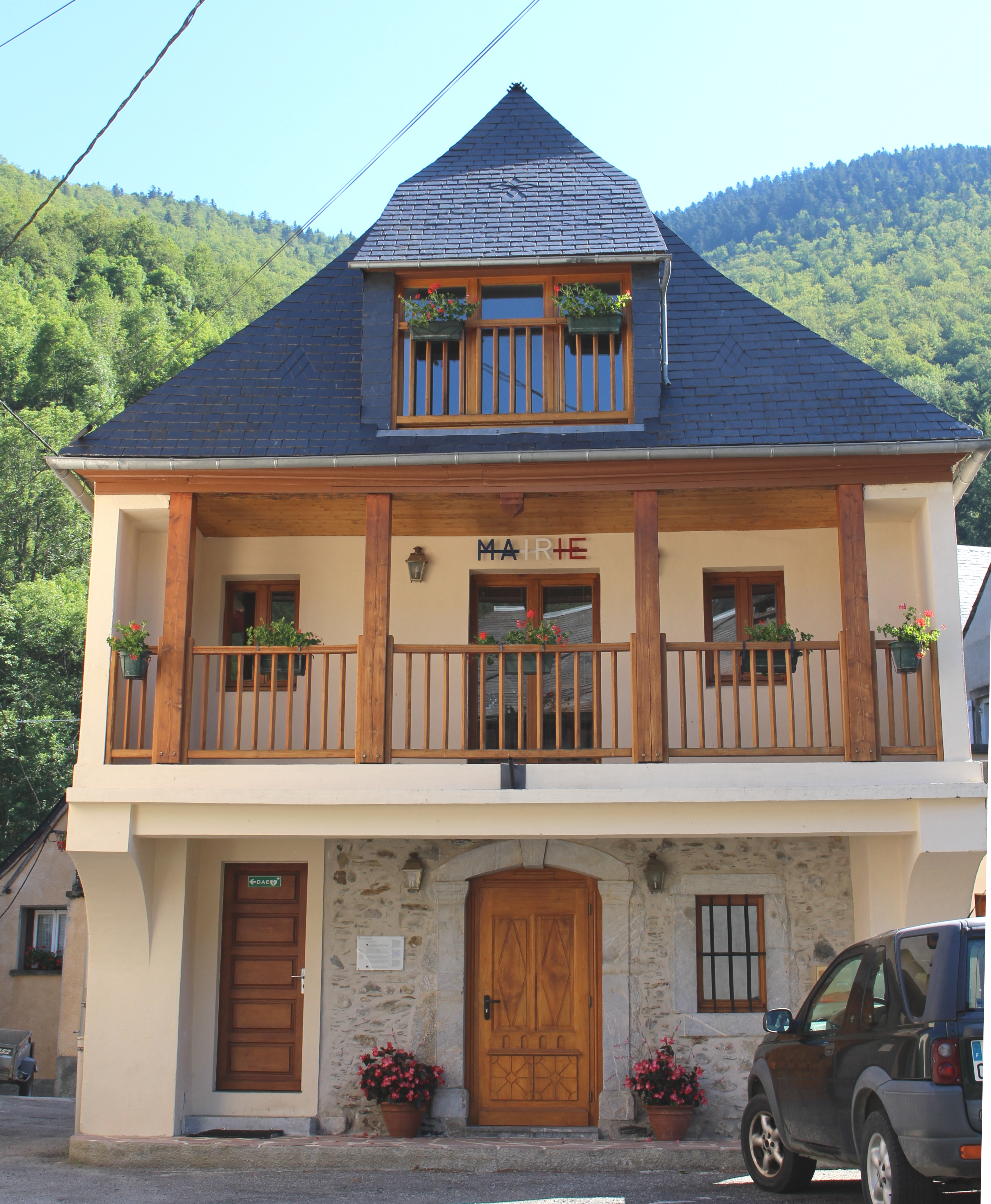
La mairie en 2016.

### Liste des maires
| Période                                  | Période   | Identité           | Étiquette | Qualité |
| ---------------------------------------- | --------- | ------------------ | --------- | ------- |
| Les données manquantes sont à compléter. |           |                    |           |         |
|                                          |           |                    |           |         |
| avant 1988                               | 1989      | Étienne Micas      |           |         |
| mars 1989                                | mars 2014 | André Carrère      | PCF       |         |
| mars 2014                                | mars 2020 | Michel Borde       | PCF       |         |
| mars 2020                                | en cours  | Jocelyne Vidaillet |           |         |

### Rattachements administratifs et électoraux

#### Intercommunalité
Bareilles appartient à la communauté de communes Aure Louron créée au 1er janvier 2017 et qui réunit 47 communes.

## Population et société

### Démographie

#### Évolution démographique
L'évolution du nombre d'habitants est connue à travers les recensements de la population effectués dans la commune depuis 1793. Pour les communes de moins de 10 000 habitants, une enquête de recensement portant sur toute la population est réalisée tous les cinq ans, les populations de référence des années intermédiaires étant quant à elles estimées par interpolation ou extrapolation. Pour la commune, le premier recensement exhaustif entrant dans le cadre du nouveau dispositif a été réalisé en 2006.

En 2022, la commune comptait 39 habitants, en évolution de −15,22 % par rapport à 2016 (Hautes-Pyrénées : +1,59 %, France hors Mayotte : +2,11 %).
| 1793 | 1800 | 1806 | 1821 | 1831 | 1836 | 1841 | 1846 | 1851 |
| ---- | ---- | ---- | ---- | ---- | ---- | ---- | ---- | ---- |
| 404  | 299  | 421  | 408  | 469  | 490  | 507  | 545  | 540  |

| 1856 | 1861 | 1866 | 1872 | 1876 | 1881 | 1886 | 1891 | 1896 |
| ---- | ---- | ---- | ---- | ---- | ---- | ---- | ---- | ---- |
| 529  | 516  | 491  | 440  | 407  | 401  | 400  | 403  | 402  |

| 1901 | 1906 | 1911 | 1921 | 1926 | 1931 | 1936 | 1946 | 1954 |
| ---- | ---- | ---- | ---- | ---- | ---- | ---- | ---- | ---- |
| 331  | 305  | 296  | 329  | 230  | 223  | 164  | 153  | 130  |

| 1962 | 1968 | 1975 | 1982 | 1990 | 1999 | 2006 | 2011 | 2016 |
| ---- | ---- | ---- | ---- | ---- | ---- | ---- | ---- | ---- |
| 96   | 102  | 80   | 69   | 57   | 67   | 64   | 59   | 46   |

| 2021 | 2022 | - | - | - | - | - | - | - |
| ---- | ---- | - | - | - | - | - | - | - |
| 42   | 39   | - | - | - | - | - | - | - |

### Enseignement
La commune dépend de l'académie de Toulouse. Elle ne dispose plus d'école en 2016.

## Économie

### Emploi
|                | 2008  | 2013  | 2018  |
| -------------- | ----- | ----- | ----- |
| Commune        | 8,6 % | 3,2 % | 7,7 % |
| Département    | 7,7 % | 9,4 % | 9,8 % |
| France entière | 8,3 % | 10 %  | 10 %  |

En 2018, la population âgée de 15 à 64 ans s'élève à 27 personnes, parmi lesquelles on compte 88,5 % d'actifs (80,8 % ayant un emploi et 7,7 % de chômeurs) et 11,5 % d'inactifs,. En  2018, le taux de chômage communal (au sens du recensement) des 15-64 ans est inférieur à celui de la France et du département, alors qu'en 2008 la situation était inverse.
La commune est hors attraction des villes,. Elle compte 3 emplois en 2018, contre 4 en 2013 et 8 en 2008. Le nombre d'actifs ayant un emploi résidant dans la commune est de 23, soit un indicateur de concentration d'emploi de 13,5 % et un taux d'activité parmi les 15 ans ou plus de 61,5 %.
Sur ces 23 actifs de 15 ans ou plus ayant un emploi, 1 travaillent dans la commune, soit 5 % des habitants. Pour se rendre au travail, la totalité des habitants utilise un véhicule personnel ou de fonction à quatre roues.

## Culture locale et patrimoine

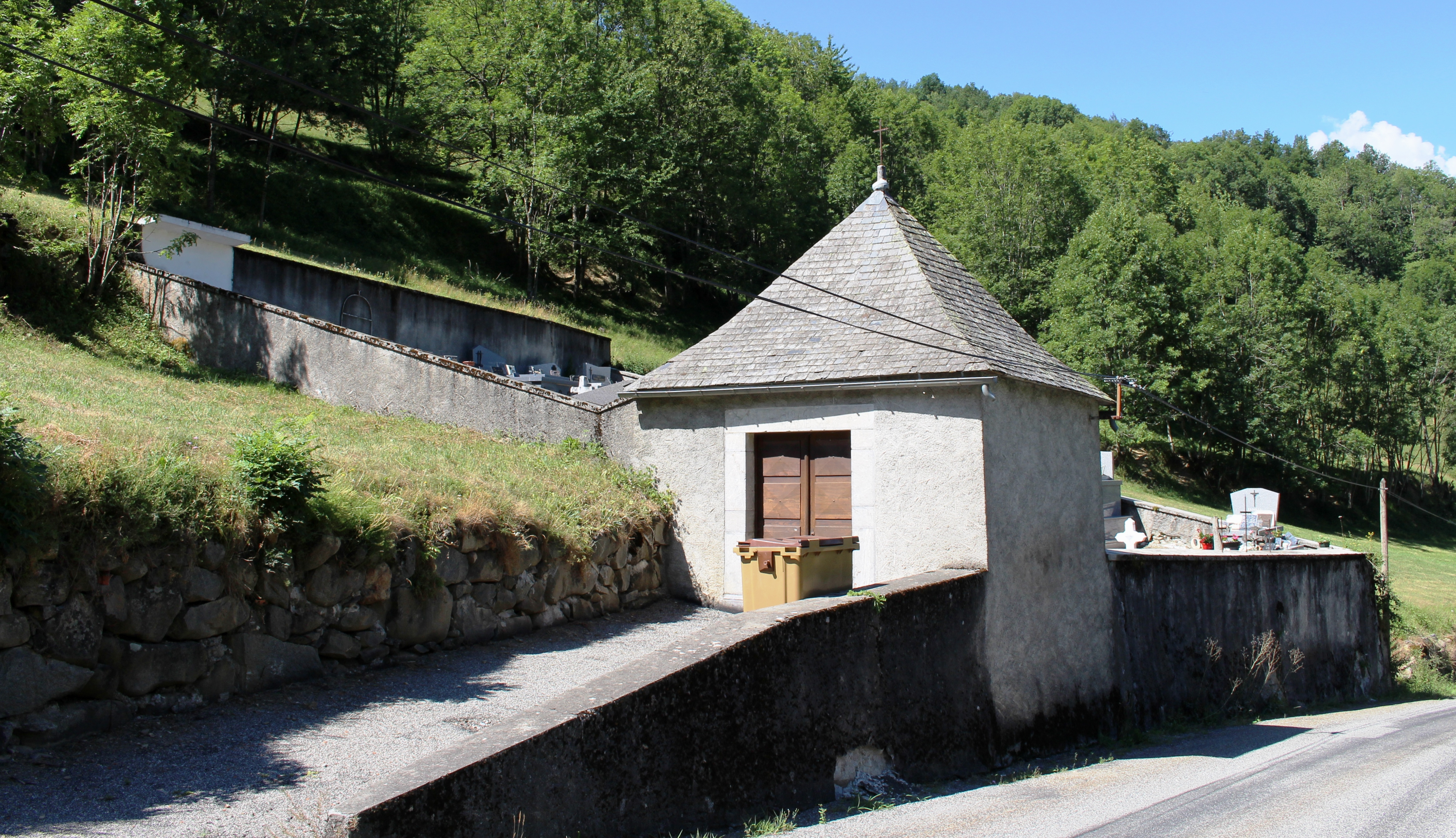
Chapelle du cimetière

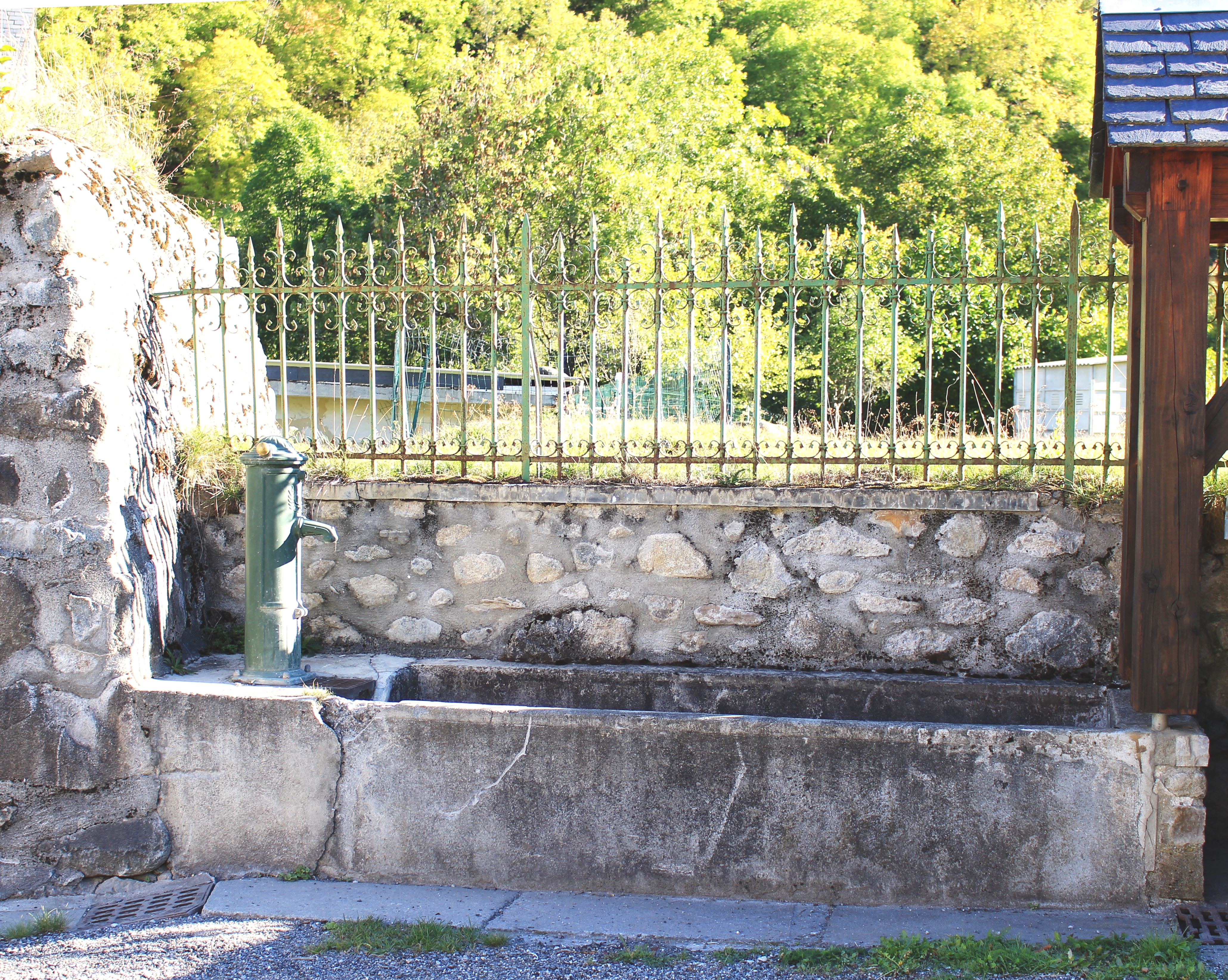
La fontaine.

### Lieux et monuments
- Église Notre-Dame-de-l'Assomption de Bareilles.
- Église Saint-Martin d'Is.
- Église Saint-Vincent de Pouy.
- Chapelle du cimetière de Bareilles.
- Lac de Bareilles.
- Mont Né.
- Forêt domaniale.
- Lavoir.

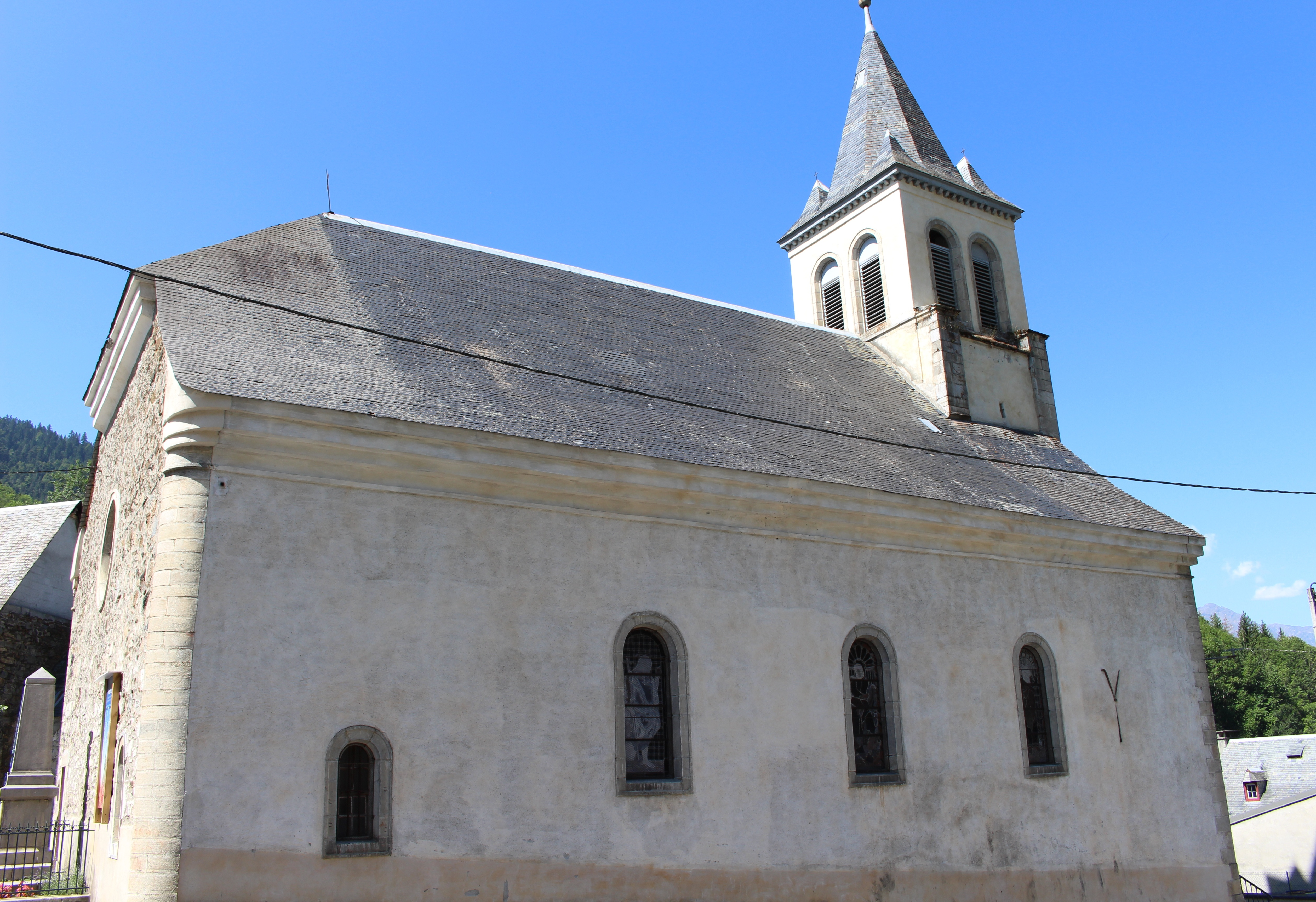
Notre-Dame-de-l'Assomption
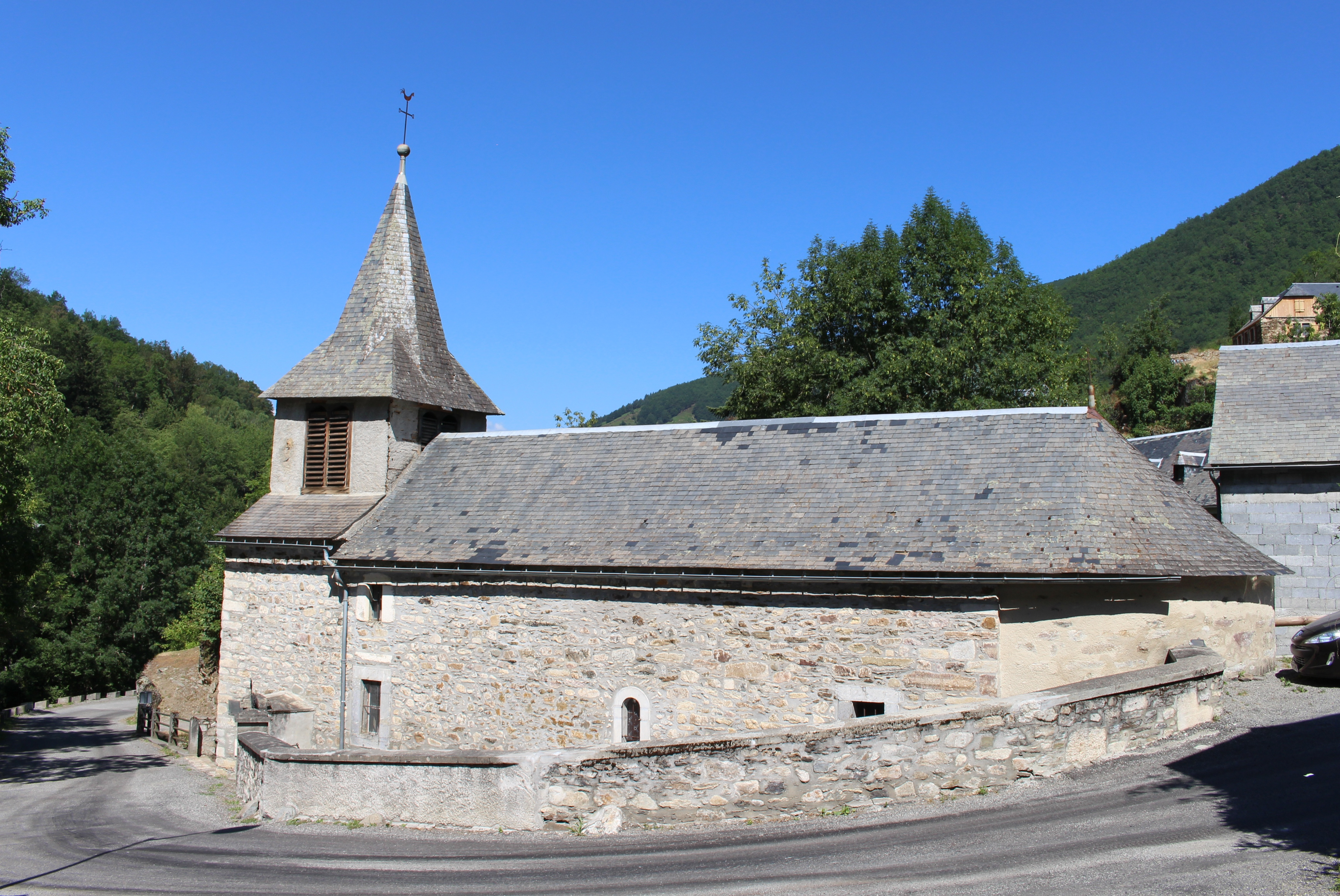
Saint-Vincent
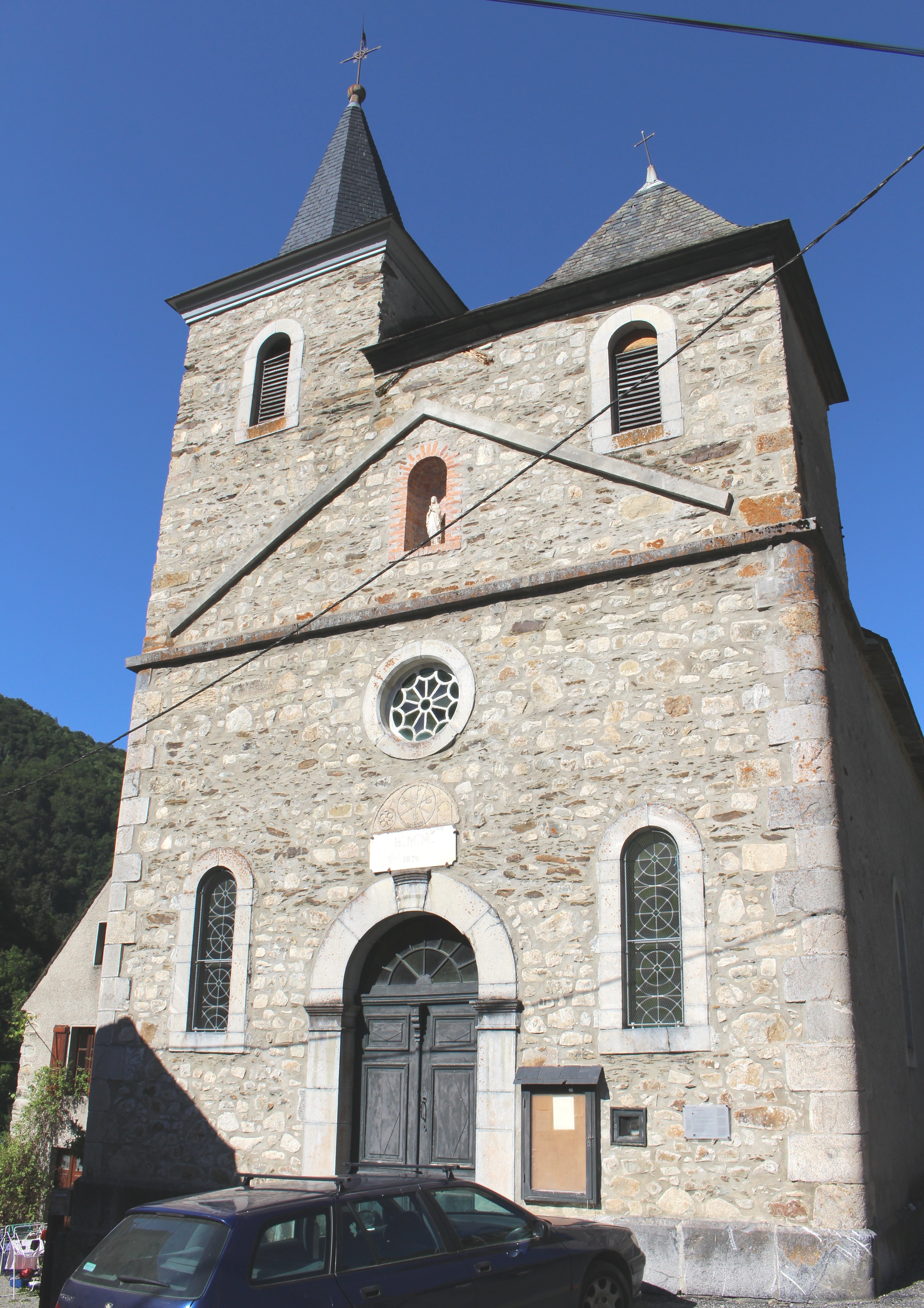
Saint-Martin

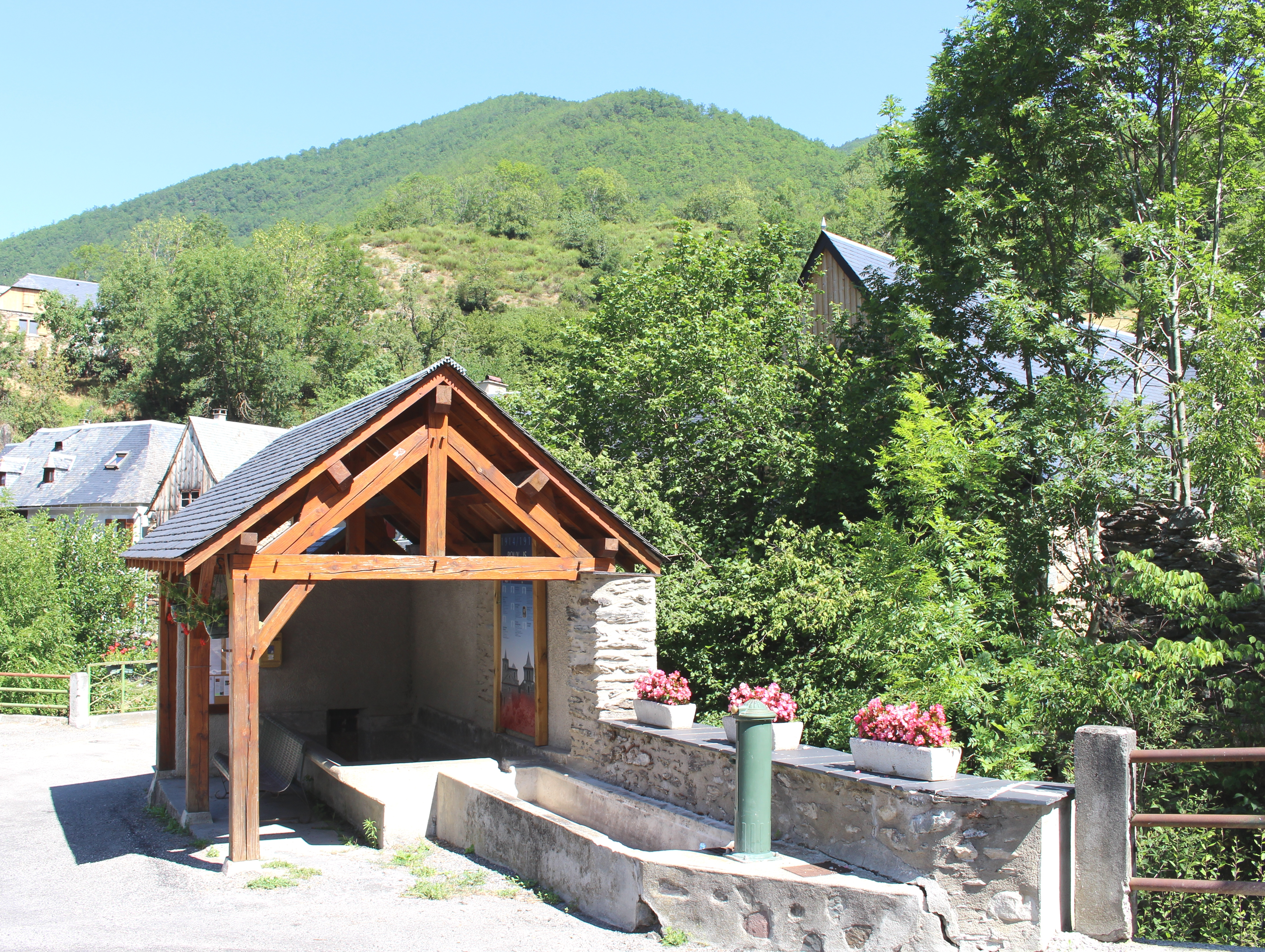
Lavoir de Pouy en 2015
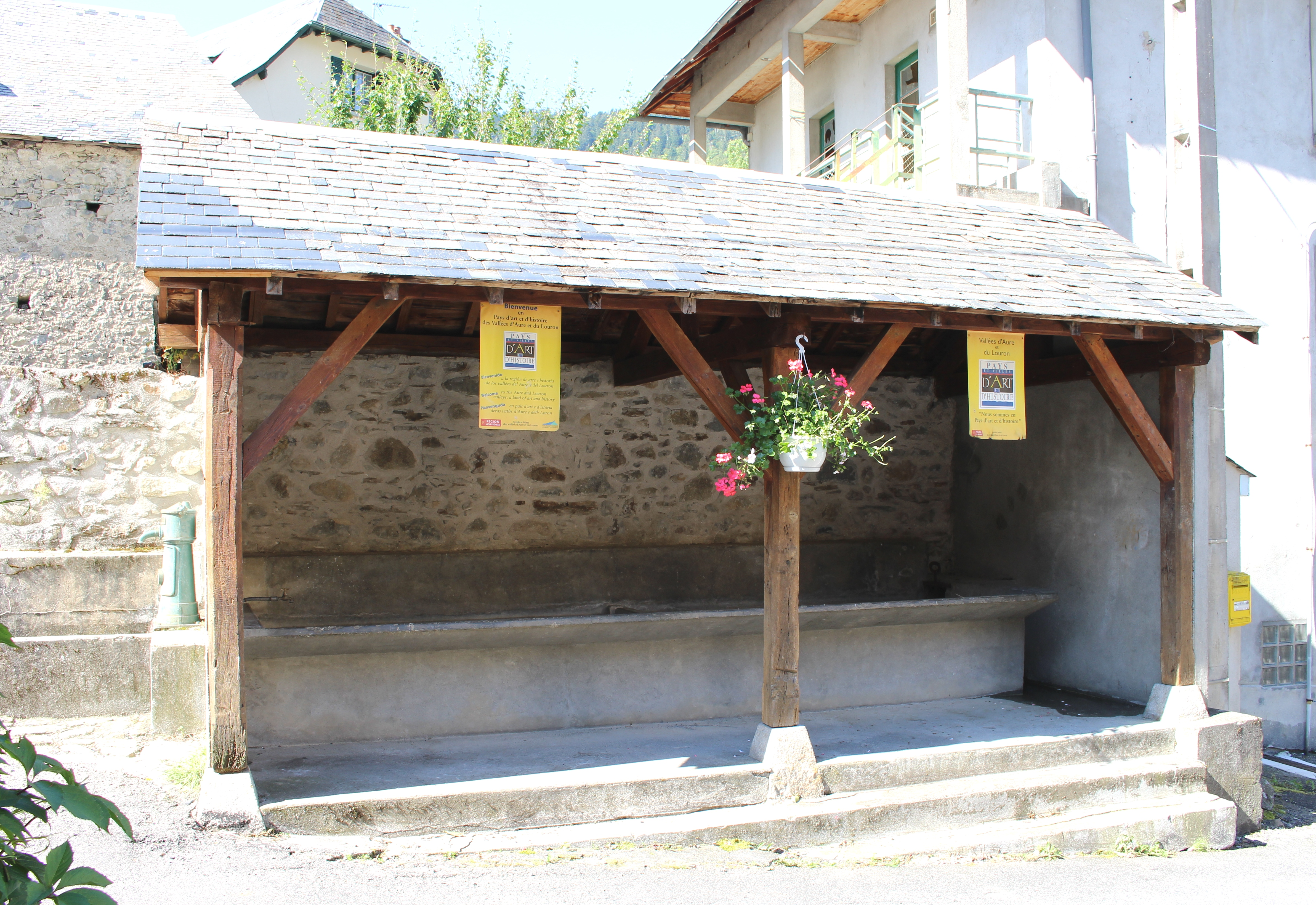
Lavoir de Bareilles
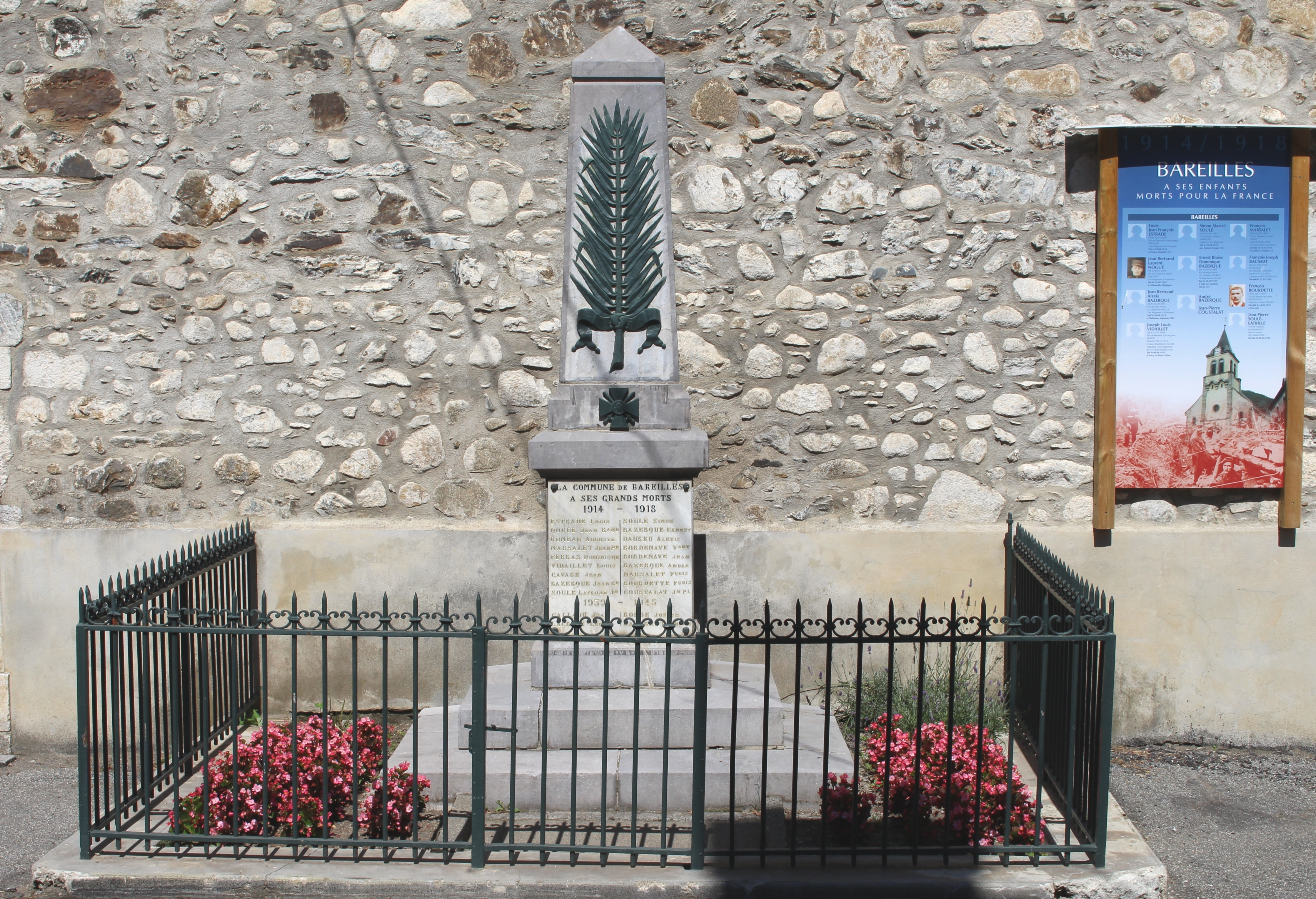
Monument aux morts municipal

### Héraldique
| Blason | Blasonnement : Parti : au 1er d’argent au sapin de sinople, au 2e d’or à la vache de gueules ; le tout sommé d’un chef d’azur chargé d’une clef de sable posée en pal,. Commentaires : Le sapin évoque les sapinières et le sobriquet des habitants : « Eths Amporèrs » qui signifie « les sapins », et la vache représente les troupeaux qui les faisaient vivre. Le chef évoque saint Pierre (d'après le site en référence). |